# هایفما

The eye is divided into a small front (anterior) segment, in front of the lens, and a large rear (posterior) segment, behind the lens. The anterior chamber is the light gray area at the top of this illustration.

هایفما وجود خون در اتاق قدامی چشم می‌باشد، به صورت خونریزی یا رگه‌های خون در پایین قرنیه یا عنبیه دیده می‌شود
از سال ۲۰۱۲ میزان هایفما در ایالات متحده آمریکا حدود ۲۰ مورد در ۱۰۰,۰۰۰ نفر در سال گزارش شده‌است.

## علل
هایفما اغلب توسط ضربه ایجاد می‌شود ممکن است تا حدی یا کامل جلوی دید را بگیرد، شایع‌ترین علل هایفما عمل جراحی داخل چشمی، ضربه یا به صورت خود به خودی می‌شود، هایفما خود به خودی بدون هر گونه ضربه‌ای رخ می‌دهد که معمولاً به علت رشد غیرطبیعی عروق خونی، تومور چشم، یووئیت یا ناهنجاری‌ها ی عروقی می‌باشد، عللی مانند دیستروفی میوتونیک، سرطان خون، هموفیلی و بیماری خونی ویلبراند یا داروهای رقیق کنندهٔ خون مثل آسپرین و وارفارین یا نوشیدن الکل نیز می‌تواند آن را ایجاد کند.
هایفما نیاز به بررسی توسط یک چشم پزشک یا اپتومتریست دارد چون ممکن است باعث اختلال دائمی در بینایی گردد به‌طور طولانی مدت ممکن است باعث هموسیدروز و هتروکورومی شود. تجمع خونی باعث افزایش فشار داخل چشم می‌شود که این میزان افزایش حتی بعد از از بین رفتن هایفما حدود ۶روز باقی می‌ماند.

## درمان

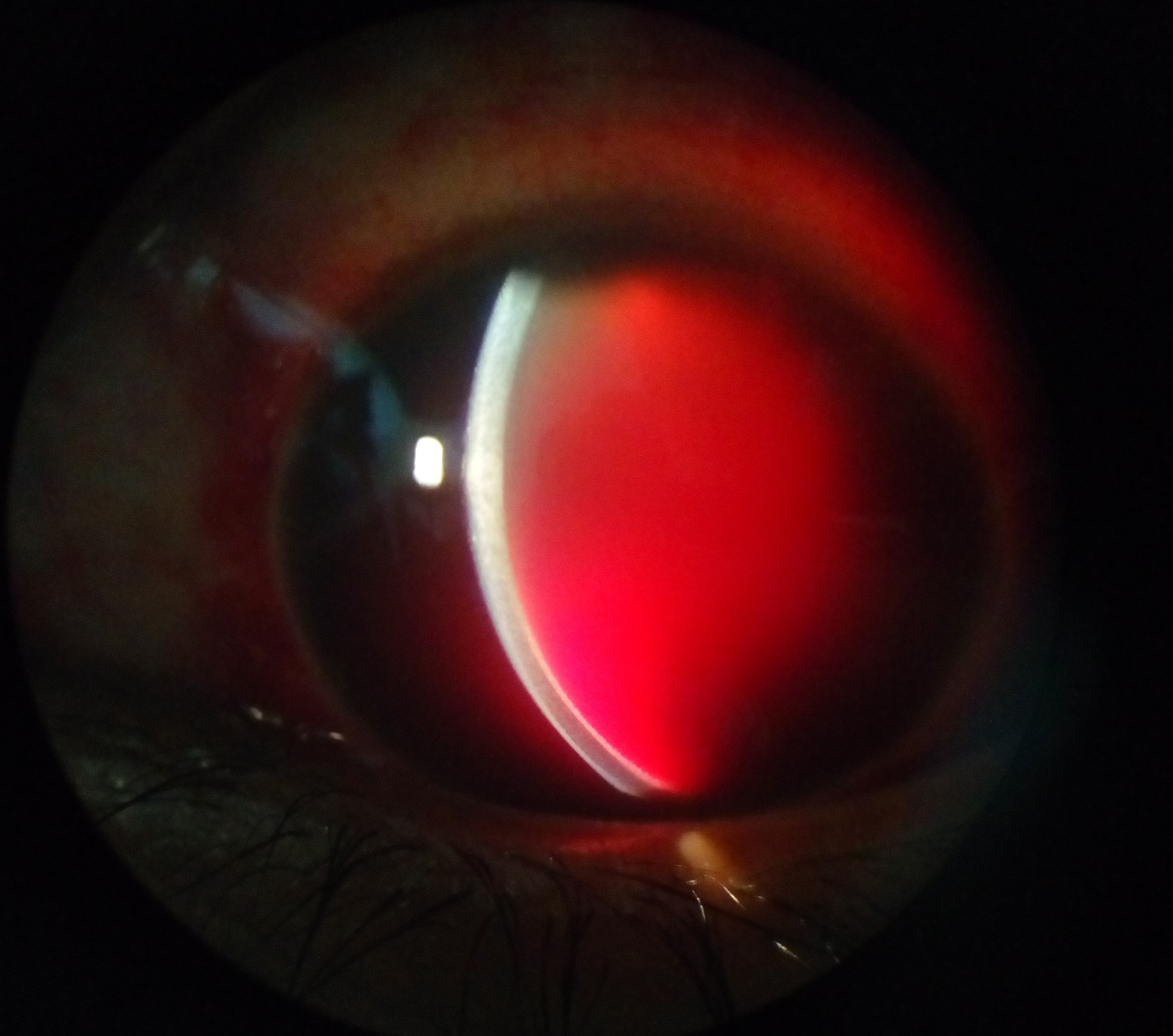
Total hyphema

اهداف اصلی درمان عبارتند از کاهش خطر ابتلا به خونریزی مجدد، رنگ آمیزی قرنیه و آتروفی عصب بینایی است، هایفما کم به صورت سرپایی درمان می‌شود، برنامه‌هایی مانند بالا نگه داشتن سر در شب با زاویه ۴۵ درجه، استفاده از یک چشم‌بند برای پیشگیری از ضربه به چشم در طی خواب می‌باشد، جراحی برای علل غیر از هایفما مثلاً فشار بالای چشم که به دارو پاسخ نمی‌دهد می‌باشد، اگر درد دارد استامینوفن مؤثر است از آسپرین و بروفن باید اجتناب شود. در مورد استفاده از یک داروی استروئید یا میدریاتنیک در بین چشم پزشکان بحث و گفتگو است، استروئئید التهاب را کم می‌کند اما عوارض جانبی دارد و حدف از میدریاتیک برای جلوگیری از چسبندگی می‌باشد

## عوارض
در اکثر مواقع هایفما خود به خود از بین می‌رود اما گاهی مواقع عوارض دارد، هایفما بعد از ضربه ممکن است باعث افزایش فشار چشم و چسبندگی، آتروفی عصب بینایی و باقی ماندن خون در قرنیه، خونریزی مجدد و آسیب تطابقی شود. خونریزی مجدد در ۴ تا ۳۵ درصد موارد رخ می‌دهد و یک عامل خطرناک برای ایجاد آب سیاه می‌باشد.

### مطالعه بیشتر
- Gharaibeh A, Savage HI, Scherer RW, Goldberg MF, Lindsley K (2011). "Medical interventions for traumatic hyphema". Cochrane Database Syst Rev. 1: CD005431. doi:10.1002/14651858.CD005431.pub2. PMC 3437611. PMID 21249670.